# Butte-Silver Bow

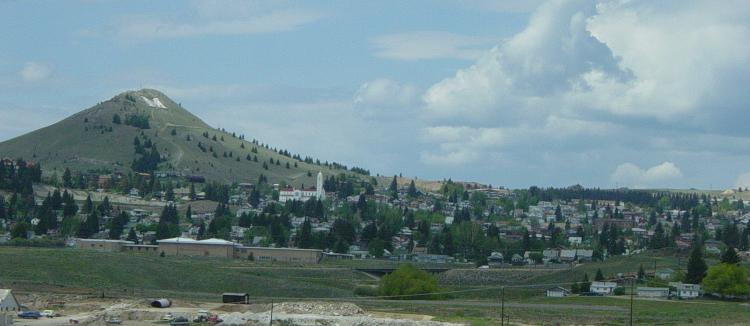
Imatge de Butte

Butte és una ciutat de l'estat de Montana (Estats Units). És la seu del comtat de Silver Bow. L'any 1977, el govern de la ciutat i el comtat es van unir per a formar una entitat única passant a anomenar-se La ciutat i comtat de Butte-Silver Bow.
Segons el cens dels Estats Units de l'any 2000 la població de Butte és de 33.892 habitants.
En el seu màxim auge, entre finals del segle xix i al voltant de 1920, Butte era una de les ciutats més importants i amb més ràpid desenvolupament de l'oest nord-americà a causa de les seves mines de coure. En aquells dies, Butte comptava amb centenars de saloons i un famós barri vermell.
En l'actualitat Butte és l'única ciutat dels Estats Units on és legal la possessió i consum de begudes alcohòliques en el carrer.
L'aeroport de la ciutat és l'aeroport Bert Mooney, el codi del qual és BTM.